# Asifa Bhutto Zardari
Asifa Bhutto Zardari (آصفہ بھٹو زرداری), née le 3 février 1993 à Londres, est une femme politique pakistanaise.

## Biographie
Née le 3 février 1993 à Londres, elle est la fille d'Asif Ali Zardari, président de la république islamique du Pakistan de 2008 à 2013 et à nouveau depuis 2024, et de Benazir Bhutto, Première ministre du Pakistan de 1988 à 1990, et de 1993 à 1996. En 1994, elle devient le premier bébé pakistanais à recevoir le vaccin oral contre la polio, sa mère, qui est alors Première ministre, lance une grande campagne de vaccination, et administre les gouttes à sa fille pour convaincre la population de se faire vacciner. Sa mère est assassinée en 2007. En octobre 2009, son père, devenu président de la République, la nomme ambassadrice de bonne volonté d'une campagne anti-polio.
Après la défaite du Parti du peuple pakistanais lors des élections législatives pakistanaises de 2013, Asifa Bhutto Zardari, perçue comme étant une meilleure figure que ses frères et sœurs, notamment son frère aîné Bilawal Bhutto Zardari, est pressentie pour occuper un rôle de premier plan au sein du parti.
Elle est diplômée en 2016 en sciences politiques de l'University College de Londres.
Elle envisage un temps de se présenter aux élections législatives de 2018. Après les élections législatives de 2024, le 31 mars, elle est élue députée à l'Assemblée nationale lors d'une élection partielle en remplacement de son père, réélu président de la République. Elle prend ses fonctions le 15 avril.